# Svartsyn
A Svartsyn svéd black metal zenekar.

## Története
Chalice néven alakultak 1991-ben,  Ornias alapításával. A Svartsyn Nynäshamn-ból származik. 1993-ban változtatták Svartsynra, miután eredeti dobosuk, Tormentor elhunyt. A név svédül „pesszimizmust” jelent. Első demójukat 1994-ben adták ki, első albumuk 1998-ban jelent meg. A Dark Funeral korábbi dobosa, Draugen, 1996-ban csatlakozott a Svartsynhoz, és 2010-es kilépéséig itt is a dobosi posztot töltötte be. Jelenleg Ornias az egyetlen állandó tag. A Svartsyn nevet továbbá egy norvég hardcore punk együttes és egy szintén norvég black/doom metal együttes is viselte.

## Tagok
- Ornias - ének, gitár, basszusgitár (1991-)

## Korábbi tagok
- Draugen - dob (1996-2010)
- Kolgrim - basszusgitár (1996-2004)
- Whorth - basszusgitár (2001)
- Surth - dob (1994-1996)
- Tormentor - dob, ének (1991-1993, 1993-ban elhunyt)

## Diszkográfia
- The True Legend (1998)
- ...His Majesty (2000)
- Destruction of Man (2003)
- Bloodline (2005)
- Timeless Reign (2007)
- Wrath Upon the Earth (2011)
- Black Testament (2013)
- In Death (2017)

## Egyéb kiadványok
EP-k
- Tormentor (1998)

Split lemezek
- Kaos Svarta Mar/Skinning the Lambs (az Arckanummal, 2004)
- Genesis of Deaths Illuminating Mysteries (2012)
- Nightmarish Sleep (2014)

## Demók
- Rehearsal '94
- A Night Created by the Shadows (1995)
- Rehearsal '97
- Skinning the Lambs (2003)